# ハリウッド第一長老教会
ハリウッド第一長老教会（はりうっどだいいちちょうろうきょうかい、英語: First Presbyterian Church of Hollywood）は、アメリカカリフォルニア州ロサンゼルスのハリウッドにある長老派（改革派）の教会（メガ・チャーチ）。

## 歴史
1903年創立。1908年に現在地の土地を取得し、1923年に現在の礼拝堂が竣工した。
創設当初は700名ほどの小さな教会であったが1921年にスチュアート・マクレナンが牧師に就任してから急成長。礼拝出席者1,600名、教会員1,000名を数えるようになった。また、マクレナン牧師はヘンリエッタ・メアーズを教会学校の責任者として1928年に招聘した。
メアーズは1963年に亡くなるまで教会学校の責任者を務めた。当時の教会学校にはキャンパス・クルセード・フォー・クライストの創設者であるビル・ブライトや、後の代表牧師であるルイス・エヴァンズ、プロアメリカンフットボール選手のドン・ムーマウなどが参加していた。メアーズは独自の教会学校の方式を生み出し、のちにゴスペル・ライト・プレスという教材を作成した。
1941年からはルイス・エヴァンズが主任牧師を務めた。第二次大戦後、この教会は2度目の急成長を遂げ、教会員は1,400名から一気に8,900名まで増加した。また、聖歌隊もこの時期に創設された。また、のちに連邦議会上院でチャプレンを務めたリチャード・ハルバーソンも活動に加わった。
1953年にエヴァンズが退任、レイモンド・リンドキストが代表牧師を引き継ぎ1972年まで務めた。1960年代には若者向けにコーヒーハウス「ザ・ソルト・カンパニー」を開設した。
1972年から1995年まではロイド・ジョン・オジビーが主任牧師を務めた。オジビーは1978年にテレビ番組「レット・ゴッド・ラブ・ユー」を始め、テレビ伝道に励んだ。また、地域住民向けにキリスト主義のカウンセリングセンターを開設するなど、社会福祉事業にも取り組んだ。オジビーは1995年に主任牧師を退任後、ハルバーソンと同じく連邦議会上院のチャプレンを2003年まで務めた。

## 関連人物
- ビル・ブライト - キャンパス・クルセード・フォー・クライスト創設者
- ドン・ムーマウ - プロアメリカンフットボール選手